# Колд-Лейк 149A
Колд-Лейк 149A (англ. Cold Lake 149A) — індіанська резервація в Канаді, у провінції Альберта, у межах муніципального району Боннівіль № 87.

## Населення
За даними перепису 2016 року, індіанська резервація нараховувала 40 осіб, показавши скорочення на 11,1%, порівняно з 2011-м роком. Середня густина населення становила 57,6 осіб/км².
З офіційних мов обидвома одночасно не володів жоден з жителів, тільки англійською — 40. Усього 20 осіб вважали рідною мовою не одну з офіційних, з них усі — одну з корінних мов.
Працездатне населення становило 50% усього населення, рівень безробіття — 50%.

## Клімат
Середня річна температура становить 1,5°C, середня максимальна – 20,7°C, а середня мінімальна – -23,3°C. Середня річна кількість опадів – 428 мм.
| Клімат поселення                              | Клімат поселення | Клімат поселення | Клімат поселення | Клімат поселення | Клімат поселення | Клімат поселення | Клімат поселення | Клімат поселення | Клімат поселення | Клімат поселення | Клімат поселення | Клімат поселення | Клімат поселення |
| Показник                                      | Січ.             | Лют.             | Бер.             | Квіт.            | Трав.            | Черв.            | Лип.             | Серп.            | Вер.             | Жовт.            | Лист.            | Груд.            |                  |
| Середній максимум, °C                         | −10,21           | −6,2             | −0,35            | 9,51             | 15,88            | 20,58            | 20,71            | 19,85            | 14,17            | 8,44             | −1,11            | −9,04            |                  |
| Середня температура, °C                       | −16,75           | −12,76           | −6,91            | 2,96             | 9,34             | 14,04            | 16,49            | 15,63            | 9,97             | 4,22             | −5,32            | −13,26           |                  |
| Середній мінімум, °C                          | −23,31           | −19,3            | −13,46           | −3,58            | 2,78             | 7,47             | 12,28            | 11,41            | 5,76             | 0,00             | −9,54            | −17,47           |                  |
| Норма опадів, мм                              | 18               | 12               | 17               | 25               | 42               | 76               | 77               | 65               | 40               | 19               | 20               | 17               |                  |
| Середньомісячна швидкість вітру, м/с          | 3.50             | 3.66             | 3.80             | 4.00             | 3.91             | 3.60             | 3.32             | 3.30             | 3.60             | 3.80             | 3.74             | 3.60             |                  |
| Середньомісячна сонячна радіація, кДж/м²·день | 3292             | 6825             | 12236            | 17341            | 21152            | 22252            | 22123            | 18161            | 12103            | 7099             | 3533             | 2313             |                  |
| --------------------------------------------- | ---------------- | ---------------- | ---------------- | ---------------- | ---------------- | ---------------- | ---------------- | ---------------- | ---------------- | ---------------- | ---------------- | ---------------- | ---------------- |
| Джерело:                                      |                  |                  |                  |                  |                  |                  |                  |                  |                  |                  |                  |                  |                  |